# 奧斯特里夫 (索卡爾區)
50°23′38″N 24°10′11″E / 50.39389°N 24.16972°E
奧斯特里夫（烏克蘭語：Острів），是烏克蘭西部的村莊，隸屬利維夫州的舍普季茨基區。該村面積3.48平方公里，海拔高度204米，2024年人口1,600，人口密度每平方公里531.93人。